# Wolfgang Mischnick

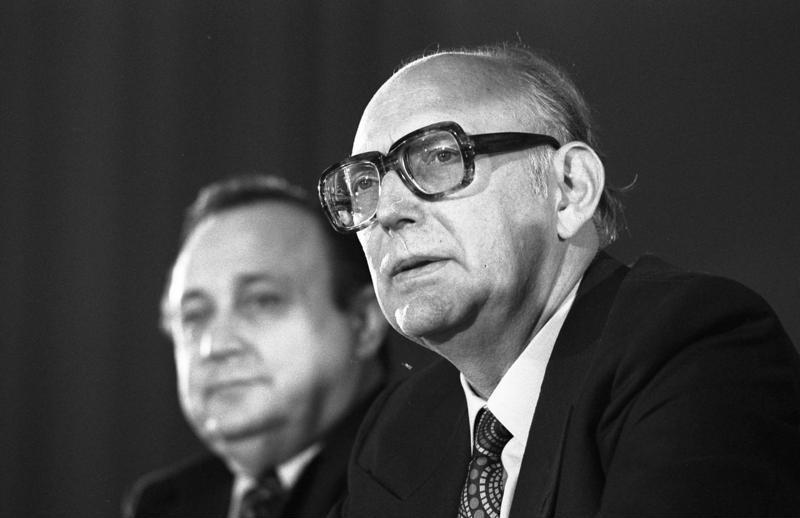
Wolfgang Mischnick 1976 (po prawej stronie) z Hansem-Dietrich Genscherem

Wolfgang Mischnick (ur. 29 stycznia 1921, zm. 6 października 2002) – niemiecki polityk, członek Wolnej Partii Demokratycznej. W latach 1961-1963 pełnił funkcję Federalnego Ministra ds. Wypędzonych, Uchodźców i Ofiar Wojny. Od 1968 do 1991 był przewodniczącym frakcji parlamentarnej FDP i liderem opozycji w latach 1968/1969.

## Życiorys
Mischnick urodził się 29 września 1921 roku i dorastał w Dreźnie. Po otrzymaniu wczesnej matury służył w II wojnie światowej od 1939 do 1945 roku jako żołnierz – ostatecznie w stopniu porucznika piechoty. Jako byłemu oficerowi Wehrmachtu radzieckie siły okupacyjne zabroniły mu kontynuowania pożądanych studiów inżynierskich. W 1948 roku zakazano mu pisania i wygłaszania publicznych przemówień. Jako byłemu porucznikowi Wehrmachtu radzieckie siły okupacyjne zabroniły mu studiowania inżynierii. Aby uniknąć aresztowania ze strony NKWD, uciekł w 1948 roku do Frankfurtu nad Menem.
Od 1953 do 1957 roku był wiceprezesem zgromadzenia stowarzyszenia Krajowego Stowarzyszenia Dobrobytu Hesji. W latach 1957–1961 pełnił również funkcję heskiego przewodniczącego Związku Uchodźców Strefy Radzieckiej. Był również członkiem zarządu powierniczego Niemieckiej Fundacji Pomocy Sportowej.
Wolfgang Mischnick zmarł w Bad Soden, w wieku 81 lat i został pochowany na starym cmentarzu w Kronbergu im Taunus. Był dwukrotnie żonaty i miał troje dzieci.

## Kariera polityczna
Od 1957 do 1994 był członkiem niemieckiego Bundestagu. W latach 1959-1961 był dyrektorem zarządzającym frakcji parlamentarnej FDP. Po wyborach do Bundestagu w 1961 roku Mischnick został mianowany ministrem ds. wypędzonych uchodźców i ofiar wojny w rządzie federalnym kierowanym przez kanclerza – Konrada Adenauera jako najmłodszy minister.  W 1963 roku był wiceprzewodniczącym, a w 1968 roku przewodniczącym frakcji parlamentarnej FDP. Pełnił funkcję lidera opozycji do objęcia urzędu przez rząd Brandta w 1969 roku. W 1982 roku argumentował za kontynuowaniem koalicji z SPD, ale aby zachować jedność partii poparł zmianę poparcia na CDU/CSU.
W 1991 roku Mischnick na własną prośbę zrezygnował ze stanowiska przewodniczącego klubu parlamentarnego, który piastował dłużej niż jakikolwiek inny przewodniczący klubu parlamentarnego, w historii Bundestagu. Po ponownym zjednoczeniu Mischnick odegrał wiodącą rolę w połączeniu FDP i LDPD w latach 1989-90. Następnie dostał się do Bundestagu z listy krajowej Saksonii; wcześniej zawsze z listy krajowej Hesji.

## Poglądy
Mischnick był uważany za zaangażowanego polityka społecznego i sponsora sportu. Jego głównym obszarem zainteresowań były stosunki niemiecko-niemieckie i pojednanie ze Wschodem. W 1973 roku udał się z Herbertem Wehnerem (SPD) na spotkanie z przewodniczącym Rady Państwa – Erichem Honeckerem do NRD, aby poprawić obustronne stosunki.

## Nagrody i upamiętnienie
Mischnick otrzymał Wielki Krzyż Orderu Republiki Federalnej Niemiec i Legię Honorową. Został odznaczony Wielkim Złotym Medalem Honorowym z Gwiazdą Republiki Austrii i Orderem Sztandaru Republiki Węgierskiej. Otrzymał Order Zasługi Wolnego Państwa Saksonii, Order Zasługi Hesji i kilka innych medali.